# Konrad zu Hohenlohe-Schillingsfürst
Prinz Konrad zu Hohenlohe-Schillingsfürst, mit vollem Namen Konrad Maria Eusebius Prinz zu Hohenlohe-Waldenburg-Schillingsfürst (* 16. Dezember 1863 in Wien; † 21. Dezember 1918 in Kammern im Liesingtal, Steiermark) war ein österreichischer Hocharistokrat und führender Politiker Österreich-Ungarns; 1906 war er kurzzeitig k.k. Ministerpräsident.

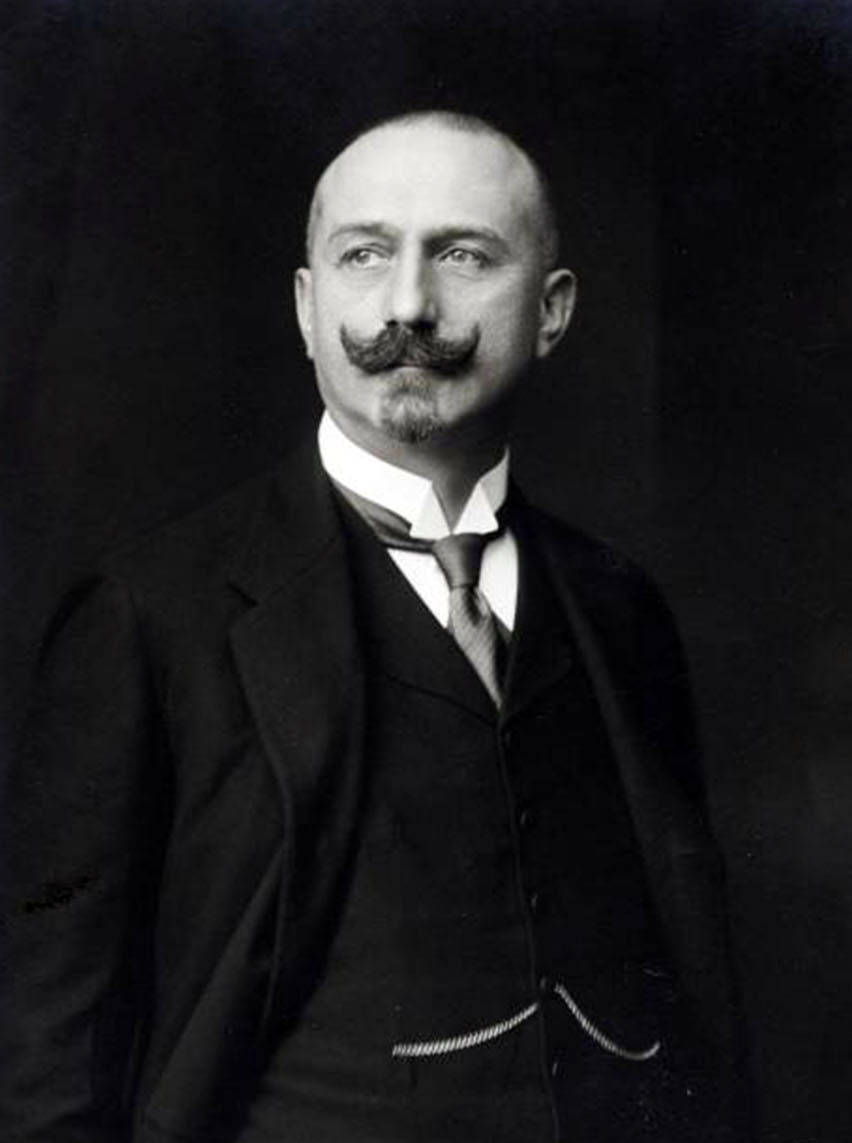
Konrad zu Hohenlohe-Schillingsfürst 1915

## Leben
Konrad war Sohn von Fürst Konstantin zu Hohenlohe-Schillingsfürst und Prinzessin Marie zu Sayn-Wittgenstein und Neffe des deutschen Reichskanzlers Chlodwig zu Hohenlohe-Schillingsfürst.
Er absolvierte das Schottengymnasium in Wien und studierte von 1883 bis 1887 Rechtswissenschaft an der Universität Wien. Anschließend trat er in den cisleithanischen Staatsdienst und wurde in der Prager Statthalterei, im k.k. Innenministerium und als Bezirkshauptmann von Teplitz-Schönau in Böhmen eingesetzt. Hier erregte er öffentliche Aufmerksamkeit durch die Schlichtung eines Bergarbeiterstreiks und die Erteilung einer Aufführungserlaubnis für Gerhart Hauptmanns sozialkritisches Theaterstück Die Weber.
Wegen seiner arbeiterfreundlichen Gesinnung wurde er, ähnlich wie sein Cousin Prinz Alexander, auch als roter Prinz bezeichnet. Diese Bezeichnung geht auf die Zeit als Bezirkshauptmann von Teplitz zurück.:S. 74

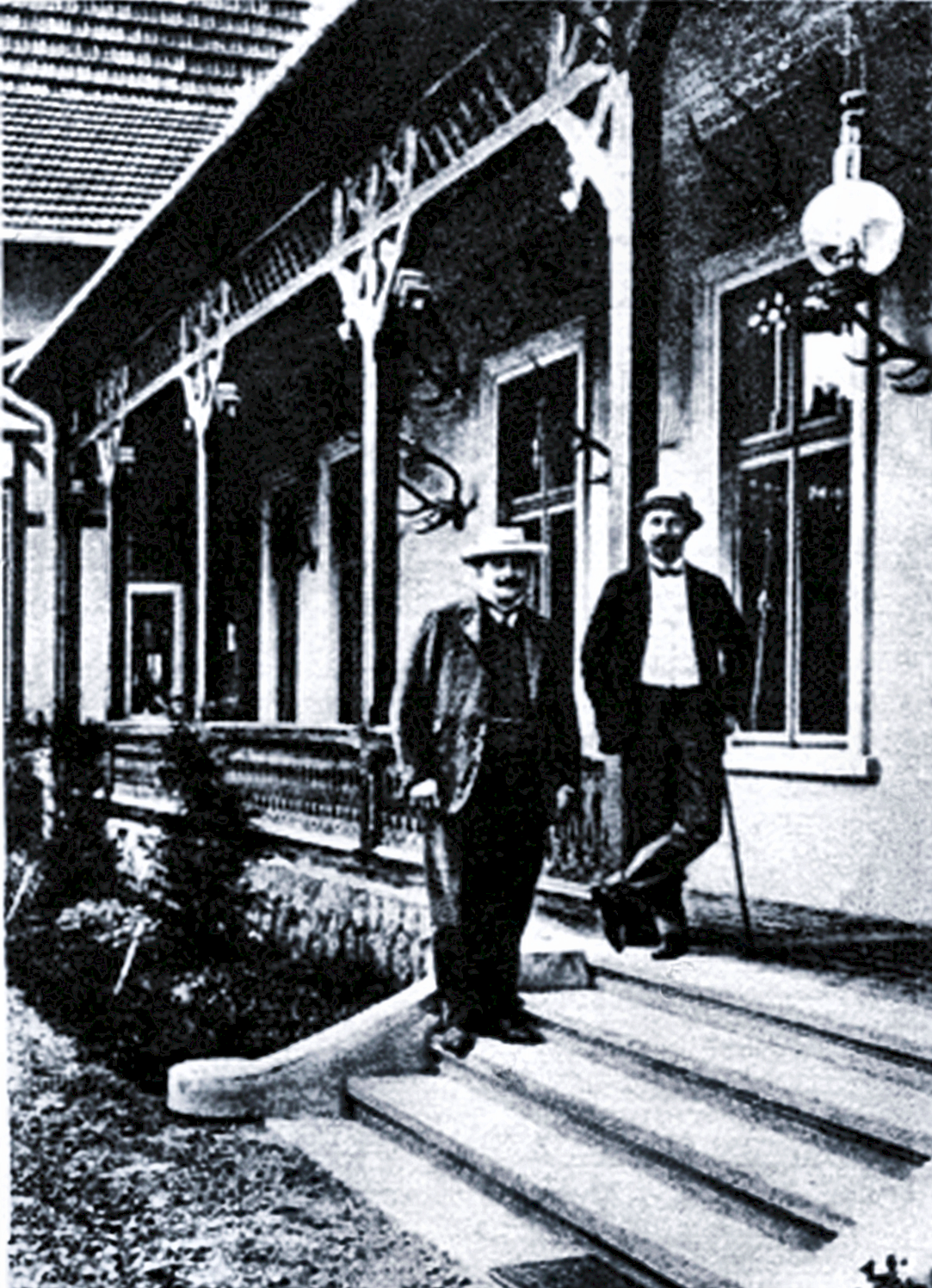
Prinz Hohenlohe und Landeshauptmann Georg Graf Wassilko, Schloss Berhometh, 1904

Ab 1900 arbeitete er im Bereich Industrie und Arbeit des k.k. Innenministeriums in Wien. In den Jahren 1903/04 war Hohenlohe als k.k. Landespräsident Statthalter des Kaisers und der k.k. Regierung im östlichsten Kronland Altösterreichs, der Bukowina, mit Sitz in Czernowitz. 1904 bis 1906 war er Statthalter der drei Kronländer Grafschaft Görz, Markgrafschaft Istrien und Freie Stadt Triest, zusammengefasst als Österreichisches Küstenland bezeichnet, mit Sitz in Triest. Er gehörte auch zum engeren Berater- und Freundeskreis von Thronfolger Erzherzog Franz Ferdinand.
Von 2. Mai bis 2. Juni 1906 amtierte Hohenlohe als Ministerpräsident und Innenminister von Cisleithanien, der österreichischen Reichshälfte der Doppelmonarchie. Ernannt worden war er von Kaiser Franz Joseph I. auch wegen seiner Durchsetzungsfähigkeit gegenüber der italienischen Bevölkerungsmehrheit in Triest. Als Ministerpräsident versuchte er eine große Wahlrechtsreform zu verwirklichen, die eine deutsch-romanische Mehrheit gegenüber dem slawischen Block im Wiener Reichsrat garantiert hätte. Aber die deutsch-romanische Allianz war eine Fiktion und daher fand sich für seinen Vorschlag keine Mehrheit. (Im gleichen Jahr wurde unter seinem Nachfolger, Ministerpräsident Beck, am 1. Dezember 1906 im Reichsrat das allgemeine und gleiche Männerwahlrecht beschlossen.)
Hohenlohe nutzte einen Konflikt über den ungarischen Zolltarif zum Rücktritt und kehrte nach nur einem Monat erfolgloser Regierungstätigkeit als Statthalter der drei küstenländischen Kronländer nach Triest zurück.:S. 74, S. 116 f. und 213. In dieser Funktion blieb er bis 1915.
Als Statthalter führte Hohenlohe auch die Aufsicht über die Polizei- und die Finanzdirektion. Er versuchte zwar zwischen Wien, Italienern und Slowenen zu vermitteln; dennoch wurde er für die regierende irredentistische italienische Nationalliberale Partei in der Hafenstadt zunehmend zum fleischgewordenen Symbol des verhassten Habsburgerstaates. Denn der städtischen Selbstverwaltung Triests hatte er wichtige Kompetenzen im Bereich Bauwesen, Industrie, Wehrdienst und Bildung zugunsten der Wiener Regierung und der sie vertretenden Statthalterei entzogen.:S. 50, S. 74 und 115 f. Seine Maßnahmen gegen den italienischen Irredentismus erregten in Rom lebhafte Proteste.
Um mit Italien während der Verhandlungen um die Neutralität des südlichen Nachbarn im Ersten Weltkrieg Konfliktstoff zu reduzieren, trat Hohenlohe Anfang 1915 zurück. Er übersiedelte wieder nach Wien und wurde 1915 Präsident des Obersten Rechnungshofes der westlichen Reichshälfte. Im März 1915 ging er auf eigenen Wunsch mit der Wiener Landwehrdivision an die russische Front. Von 30. November 1915 bis 31. Oktober 1916 war er, krankheitsbedingt für zwei Monate unterbrochen, k.k. Innenminister im Kabinett des ohne Parlament regierenden und deswegen am 21. Oktober von Friedrich Adler ermordeten Ministerpräsidenten Karl Graf Stürgkh.
Als Innenminister entwickelte Hohenlohe im Mai 1916 ein quatralistisches Programm der Umgestaltung der Monarchie in einen vierteiligen Bundesstaat, bestehend aus Österreich, Ungarn, Polen und Illyrien. Letzteres sollte Kroatien und Slawonien, Bosnien-Herzegowina sowie Dalmatien umfassen. Fiume sollte bei Ungarn, Istrien und Triest bei Österreich bleiben. Jeder der vier Staatsteile hätte, wie bisher die beiden Reichshälften, eine eigene Regierung und ein eigenes Parlament erhalten sollen, gemeinsam wären, wie bisher zwischen Österreich und Ungarn, der Monarch, Heer und Außenpolitik geblieben. Österreich und Ungarn hätten aber weiterhin eine gewisse Präponderanz gehabt. Wie zu erwarten gewesen war, konnten die regierenden ungarischen Politiker dem Vorschlag nichts abgewinnen. Dieser hätte Ungarns Herrschaftsgebiet stark verkleinert und die herausragende Stellung des Königreichs in der Politik der Gesamtmonarchie beseitigt.
Am 2. Dezember 1916 folgte Hohenlohe unter dem neuen (und letzten) Kaiser und König Karl I. für drei Wochen Stephan Burián, der das Amt am 22. Dezember 1916 wieder übertragen bekam, als gemeinsamer Finanzminister, der nur für die Finanzierung von Außenpolitik, gemeinsamem Heer und k.u.k. Kriegsmarine zuständig war.
Von 2. Dezember 1916 (erste Sitzung am 30. Mai 1917) bis 12. November 1918 (letzte Sitzung am 30. Oktober 1918) war er Mitglied des Herrenhauses des österreichischen Reichsrats. Als Erster Obersthofmeister von Kaiser Karl von Februar 1917 bis Mai 1918 trat er nach dem Scheitern der Regierung Clam-Martinic im Juni 1917 vergeblich für die Regierungsbildung durch Josef Redlich ein; die Deutschnationalen lehnten dies ab. Gegen Ende des Weltkrieges drängte er vergebens auf die Föderalisierung Österreich-Ungarns. Im Mai 1918 zog er sich schließlich aus der Politik zurück. Konrad zu Hohenlohe-Schillingsfürst verstarb am 21. Dezember 1918 bei der Jagd im Kaisertal in der Nähe von Kammern.

## Ehe und Nachkommen
Prinz Konrad heiratete 1888 Gräfin Franziska von Schönborn-Buchheim (1866–1937). Ihre Schwester Anna war mit Gottfried zu Hohenlohe-Langenburg, die Schwester Irma mit Max Egon II. zu Fürstenberg verheiratet. Die drei Schwestern waren in jungen Jahren am Wiener Hof als Schönheiten bekannt.
Aus der Ehe gingen sechs Kinder hervor, darunter Prinzessin Franziska zu Hohenlohe-Waldenburg-Schillingsfürst (1897–1989), die durch ihre Eheschließung mit Erzherzog Maximilian 1917 Schwägerin des letzten Kaisers von Österreich wurde.
Ein Urenkel Konrads ist der österreichische Gesellschaftsjournalist Karl Hohenlohe.

## Belege
1. 1 2 3 4 5  Hohenlohe-Schillingsfürst Konrad Prinz zu. In: Österreichisches Biographisches Lexikon 1815–1950 (ÖBL). Band 2, Verlag der Österreichischen Akademie der Wissenschaften, Wien 1959, S. 392 f. (Direktlinks auf S. 392, S. 393).
2. 1 2 3  Eduard Winkler: Wahlrechtsreformen und Wahlen in Triest 1905–1909. Eine Analyse der politischen Partizipation in einer multinationalen Stadtregion der Habsburgermonarchie. Verlag Oldenbourg, München 2000, ISBN 3-486-56486-2.
3. 1 2  Ernst Rutkowski: Briefe und Dokumente zur Geschichte der österreichisch-ungarischen Monarchie. Band 2: Der verfassungstreue Großgrundbesitz 1900–1904. Verlag Oldenbourg, München 1991, ISBN 3-486-52611-1, S. 849.
4. ↑  Hugo Hantsch: Leopold Graf Berchtold. Grandseigneur und Staatsmann. Verlag Styria, Graz/Wien/Köln 1963, Band 2: S. 770; und Heinz Lemke: Allianz und Rivalität. Die Mittelmächte und Polen im ersten Weltkrieg. Böhlau, Wien/Köln/Graz 1977, ISBN 3-205-00527-9, S. 238.
5. ↑  Fürstin Nora Fugger: Im Glanz der Kaiserzeit. Amalthea, Wien 1932, Neuauflage Meistersprung Verlag 2016, S. 101.

| Vorgänger                                       | Amt                                                                               | Nachfolger                               |
| ----------------------------------------------- | --------------------------------------------------------------------------------- | ---------------------------------------- |
| Leopold von Goëss                               | Statthalter (Landeschef) der Österreichischen Küstenlande 1904–1906               | (interimistisch unbesetzt danach selbst) |
| Paul Gautsch Freiherr von Frankenthurn          | k.k. Ministerpräsident (Reichsteil Cisleithanien) 2. Mai – 2. Juni 1906           | Max Wladimir Freiherr von Beck           |
| (interimistisch unbesetzt davor selbst)         | Statthalter (Landeschef) der Österreichischen Küstenlande (2.) 1906–1915          | Alfred von Fries-Skene                   |
| Karl Freiherr Heinold von Udynski               | k.k. Minister des Inneren (Reichsteil Cisleithanien) 1. Dez. 1915 – 29. Aug. 1916 | Erasmus von Handel                       |
| István Baron Burián von Rajecz (interimistisch) | k.u.k. Finanzminister Gouverneur von Bosnien und Herzegowina 2. – 22. Dez. 1916   | István Baron Burián von Rajecz           |

| Personendaten    | Personendaten                                                                             |
| ---------------- | ----------------------------------------------------------------------------------------- |
| NAME             | Hohenlohe-Schillingsfürst, Konrad zu                                                      |
| ALTERNATIVNAMEN  | Hohenlohe-Waldenburg-Schillingsfürst, Konrad Maria Eusebius Prinz zu (vollständiger Name) |
| KURZBESCHREIBUNG | österreichischer Politiker                                                                |
| GEBURTSDATUM     | 16. Dezember 1863                                                                         |
| GEBURTSORT       | Wien, Kaisertum Österreich                                                                |
| STERBEDATUM      | 21. Dezember 1918                                                                         |
| STERBEORT        | Kammern im Liesingtal, Deutschösterreich                                                  |